# Le Bout du tunnel
Pour les articles homonymes, voir End of the Road.
Le Bout du tunnel (End of the Road traduction littérale : La fin de la route) est le huitième épisode de la quatrième saison de la série télévisée britannique Torchwood, saison intitulée Torchwood : Le Jour du Miracle.

## Distribution
- John Barrowman : Capitaine Jack Harkness
- Eve Myles : Gwen Cooper
- Mekhi Phifer : Rex Matheson
- Alexa Havins : Esther Drummond
- Kai Owen : Rhys Williams
- Bill Pullman : Oswald Danes
- Lauren Ambrose : Jilly Kitzinger
- Candace Brown : Sarah Drummond
- Sharon Morgan : Mary Cooper
- Marina Benedict : Charlotte Willis
- John de Lancie : Allen Shapiro
- Wayne Knight : Brian Friedkin
- Paul James : Noah
- Teddy Sears : Homme aux yeux bleus
- Nana Visitor : Olivia Colasanto
- Megan Duffy : Claire
- Constance Wu : Shawnie
- David Desantos : Agent Baylor
- Nayo K Wallace : Wilson

## Résumé
L'équipe Torchwood arrive à la résidence Colasanto sous la conduite d'Olivia Colasanto, la petite fille d'Angelo. A la résidence, Jack trouve Angelo, à présent un très vieil homme dans le coma, ayant vécu si longtemps dans l'espoir de trouver les secrets de l'immortalité. Olivia leur apprend que ceux qui sont responsables du Miracles sont appelés les « Familles », les trois chefs de la pègre qui ont acheté Jack quand il a été capturé en 1928 et qui sont parvenus à créer le Miracle, d'une façon liée à son sang. Jack explique que l'immortalité ne fonctionne pas comme cela, mais le Miracle est réel, et beaucoup de son sang fut recueilli quand il était retenu captif. Angelo au départ a essayé de se joindre à l'alliance des Familles en raison de leur objectif commun, mais Angelo fut rejeté parce que les familles désapprouvaient son homosexualité.
Tandis qu'Olivia explique tout ceci, une équipe de la CIA menée par Brian Friedkin capture toutes les personnes présentes dans la résidence. Friedkin essaie de dissimuler les traces des Familles ainsi que sa trahison. Mais Rex explique qu'il a piégé Friedkin de façon à pouvoir démontrer sa trahison à toute la CIA. En utilisant les lentilles de contact I-5, il transmet les images de Friedkin dévoilant ses plans vers un moniteur devant son supérieur, Allen Shapiro. Innocentés, Jack et Gwen décident d'aider la CIA afin de trouver les Familles, et mettre fin au Miracle. Mais une de leurs pistes est détruite quand Friedkin se tue avec une bombe, causant aussi la mort d'Olivia.
Jack prend ensuite le temps de dire adieu à son ancien amant, lorsque des alarmes se déclenchent autour de lui pour annoncer qu'Angelo vient de mourir. Agacé, il coupe les machines, jusqu'à ce qu'il comprenne que contrairement à quiconque sur la planète, les règles du Miracle ne s'appliquent pas non plus à Angelo.
À Dallas au Texas, Oswald demande sur un coup de tête à Jilly de lui fournir une prostituée, affirmant qu'il veut quelque chose de normal dans ce nouveau monde. Jilly accueille aussi une nouvelle stagiaire, sans savoir qu'elle est un agent de la CIA. Quand la prostituée arrive dans la chambre d'Oswald, elle est surprise de s'entendre dire qu'Oswald veut juste dîner avec elle. Elle rejette sa demande et lui dit qu'en tant que célébrité, il est vénéré, mais en tant qu'homme, il est encore haï pour ce qu'il a fait et que bientôt il sera classé en "Categorie 0". À sa demande d'explications, Jilly lui révèle qu'une nouvelle loi est en préparation qui classera les criminels comme Oswald en Catégorie 0 et qu'ils seront envoyés aux modules. Mis en colère par le fait que PhiCorp l'a utilisé pour leurs plans et avait l'intention de l'abandonner quand ils en auraient fini avec lui, Oswald tabasse Jilly et s'enfuit. Un peu plus tard, un représentant des Familles rencontre Jilly, et tue la taupe qui surveillait celle-ci. La taupe a été identifiée par un autre agent des Familles à la CIA, Charlotte Wills, une ancienne équipière d'Esther et de Rex. Jilly se voit proposer de rencontrer les Familles.
Esther entre en contact avec sa sœur, qui est à présent dans une institution pour malades mentaux, et découvre avec horreur que sa sœur veut rejoindre volontairement avec ses enfants la "Catégorie 1". De désespoir, Esther ignore les suppliques de Jack de ne pas révéler un détail critique qu'elle a découvert au sujet de la chambre d'Angelo (le sol). Après avoir enlevé les panneaux du sol, un équipement mystérieux est découvert. Après que Shapiro ait ordonné que Gwen soit extradée, Jack explique que c'est un transmetteur à champ nul, qui interfère avec le champ morphique dont il avait précédemment postulé qu'il était à la source du Miracle. Bien qu'il prétende d'abord être ignorant de cette technologie, il est forcé d'aider à le neutraliser afin qu'il puisse être transporté à Langley.
Jack modifie le transmetteur à champ nul pour contrôler le son, de telle sorte qu'il peut s'entretenir avec Rex et Esther sans être entendu. Jack explique la raison de ses réticences: il essaie de protéger l'humanité de la technologie à laquelle elle ne devrait pas avoir accès, en raison des dégâts qui seraient causés à l'histoire. Il explique aussi que la technologie est extra-terrestre, et qu'elle provient de l'ancienne base de Torchwood à Cardiff. Elle a été ensevelie dans les ruines ainsi que montré au cours de la troisième saison, mais Angelo a réuni une équipe qui a exhumé le transmetteur, en préparation du Miracle. Il est suggéré que Jack est mortel parce qu'Angelo a utilisé l'appareil pour le cibler également grâce à son sang. Jack supplie Rex et Esther de l'aider à s'enfuir, pour lui permettre de préserver l'avenir tel qu'il le connait. Il emporte un composant critique le l'appareil afin que nul ne puisse le reproduire. En sortant de la résidence, un agent tire sur Jack et voit Esther le soutenir. Rex assomme l'agent, et Esther s'enfuit en voiture avec Jack blessé.
L'épisode se referme sur Esther suppliant Jack de répondre, alors qu'elle conduit sans savoir où aller, tandis qu'au même moment Gwen est dans l'avion qui la conduit des États-Unis au Royaume-Uni.